# Ковнир, Степан Демьянович
Степан Демьянович Ковни́р (1695—1786) — украинский архитектор XVIII века, мастер украинского барокко.

## Биография
Родился в 1695 году в селе Гвоздов на Киевщине, которое принадлежало Киевскому Пустынно-Николаевскому монастырю. С молодых лет работал каменщиком. Около 1720 года переселился в Киев. Печерский монастырь перенёс большой пожар в 1718 году, поэтому здесь начали большие восстановительные работы, в которых участвовал Ковнир. Сначала он работал под руководством Иоганна Шеделя, Василия Неелова и других профессиональных зодчих, а со временем и сам получил квалификацию «каменного строительства мастера».
Считается, что первыми произведениями Ковнира были сооружения хозяйственного назначения — составы, кладовые, ключарня, типография. При участии Ковнира построены колокольни на Ближних и Дальних пещерах, Троицкая церковь Китаевской пустыни, Кловский дворец и другие выдающиеся достопримечательности украинского барокко. Ярким шедевром является Ковнировский корпус на территории Верхней Лавры — бывшее служебное монастырское помещение.
Киево-Печерской лавре зодчий отдал почти 40 лет своего труда.

## Творческое наследие
- Киев:
  - Киево-Печерская лавра:
    - Ковнировский корпус (1746—72);
    - Колокольня на Ближних  пещерах (1759—62) и колокольня на Дальних пещерах (1754—61);
    - Кловский дворец (1754—58, вместе с Иоганном Шеделем и Василием Нееловым

  - Колокольня Братского монастыря на Подоле (1756, не сохранилась);
  - Троицкая церковь Китаевской пустыни (1763—67).
- Васильков:
  - Собор Антония и Феодосия с колокольней (1756—58).

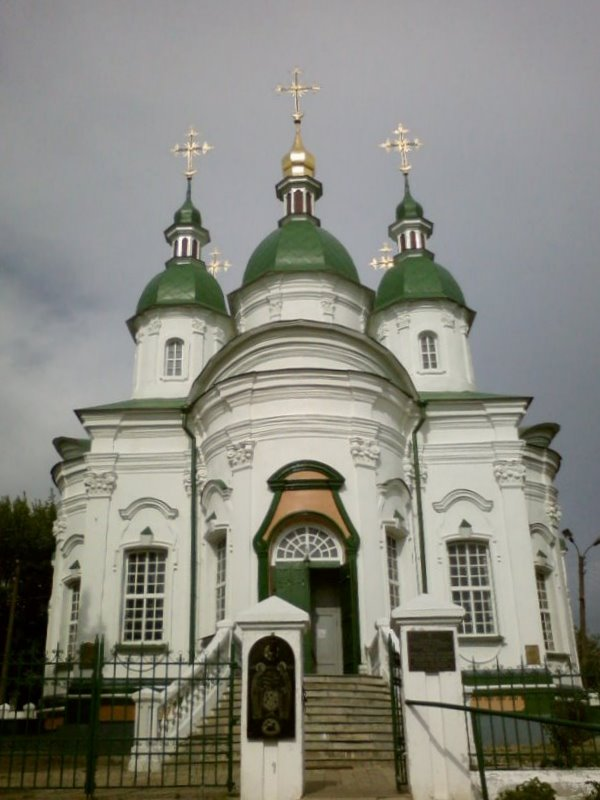
Собор Антония и Феодосия, Васильков
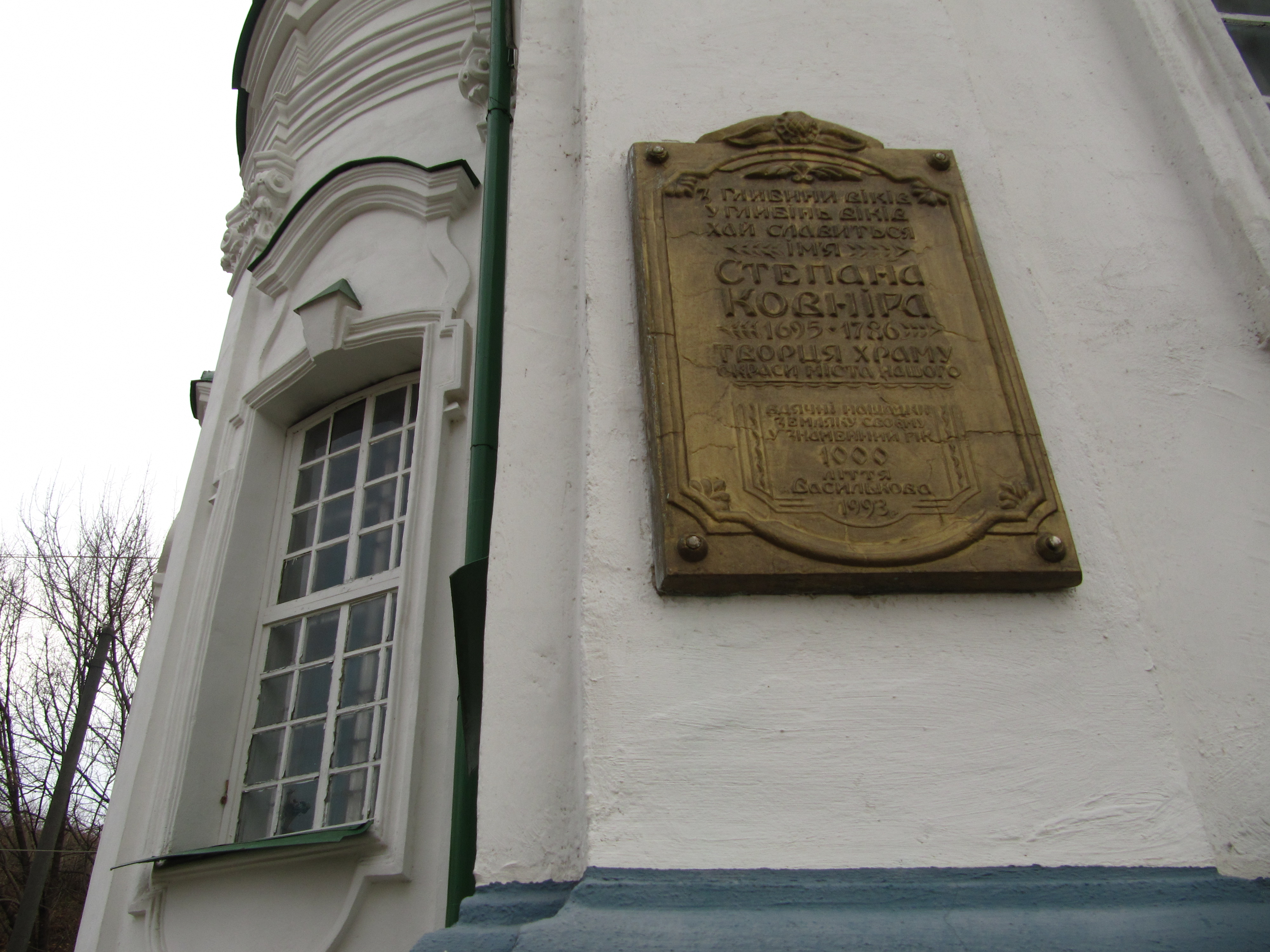
Памятная доска на соборе
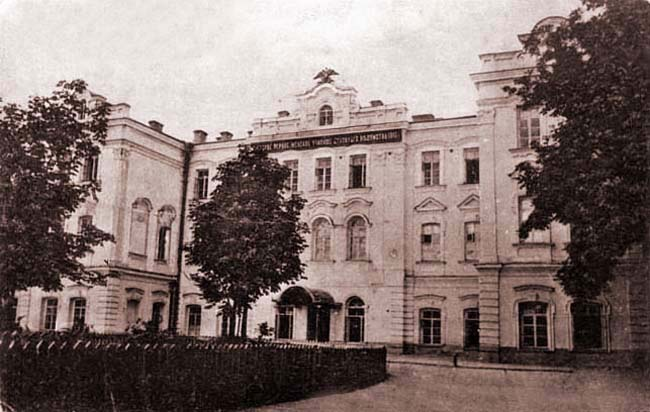
Кловский дворец, фото 1901 г.